# Alan Nunnelee
Patrick Alan Nunnelee (Tupelo, 9 ottobre 1958 – Tupelo, 6 febbraio 2015) è stato un politico statunitense, membro della Camera dei Rappresentanti per lo Stato del Mississippi dal 2011 al 2015.

## Biografia
Nato a Tupelo, da giovane Nunnelee perse quasi totalmente la vista per via di una malattia degenerativa e successivamente riuscì a guarire sottoponendosi ad una cheratoplastica.
Dopo gli studi lavorò nel mondo dell'imprenditoria e in seguito entrò in politica con il Partito Repubblicano. Nel 1995 venne eletto all'interno della legislatura statale del Mississippi succedendo a Roger Wicker e venne rieletto altre tre volte, rimanendo in carica per sedici anni.
Nel 2010 si candidò alla Camera dei Rappresentanti sfidando il deputato democratico in carica Travis Childers. Nunnelee riuscì a sconfiggere Childers e divenne deputato, per poi essere riconfermato anche nel 2012 e nel 2014.
Nel 2014 gli venne diagnosticato un tumore cerebrale e venne ricoverato allo University of Texas M. D. Anderson Cancer Center e al Johns Hopkins Hospital, sottoponendosi inoltre a sedute di chemioterapia e radioterapia. Nel gennaio del 2015 a Nunnelee venne comunicata la presenza di una recidiva e questa volta il tumore venne ritenuto inoperabile; la malattia lo portò alla morte nel febbraio dello stesso anno, all'età di cinquantasei anni.